# Marco Baixinho
Marco João Costa Baixinho, noto semplicemente come Marco Baixinho (Arruda dos Vinhos, 11 luglio 1989), è un calciatore portoghese, difensore svincolato.

## Carriera
Ha giocato 133 partite nella massima serie portoghese col Paços Ferreira.

## Palmarès

### Club

#### Competizioni nazionali
- Segunda Liga: 1

Paços Ferreira: 2018-2019